# Championnat de Norvège de hockey sur glace D2
La 1. divisjon est le deuxième niveau de hockey sur glace en Norvège après la GET-ligaen, l'élite norvégienne. Elle comprend à l'heure actuelle treize équipes.

## Équipes
Les équipes engagées pour la saison 2013-2014 sont les suivantes :
- Manglerud Star Elite
- Comet Halden Elite
- Kongsvinger Knights
- Ringerike IHK
- Skien Ishockeyklubb
- Hasle-Løren IL
- Narvik Ishockeyklubb
- Nes Ishockeyklubb
- Bergen Ishockeyklubb
- Grüner Ishockey
- Idrettslaget Kråkene
- Furuset Ishockey
- Viking Hockey

## Palmarès
| Saison    | Premier                 | Deuxième             | Troisième            |
| --------- | ----------------------- | -------------------- | -------------------- |
| 2000-2001 | Hasle-Løren IL          | Comet Halden Elite   | Jar Idrettslag       |
| 2001-2002 | Hasle-Løren IL          | Comet Halden Elite   | Ski Icehawks         |
| 2002-2003 | Stavanger Oilers        | Bergen IK            | Gjøvik Hockey        |
| 2003-2004 | Comet Halden Elite      | Hasle-Løren IL       | Gjøvik Hockey        |
| 2004-2005 | Furuset Ishockey        | Manglerud Star Elite | Hasle-Løren IL       |
| 2005-2006 | Furuset Ishockey        | Gjøvik Hockey        | Grüner Ishockey      |
| 2006-2007 | Lørenskog Ishockeyklubb | Vålerenga Ishockey 2 | Manglerud Star Elite |
| 2007-2008 | Lørenskog Ishockeyklubb | Grüner Ishockey      | Kongsvinger Knights  |
| 2008-2009 | Kongsvinger Knights     | Manglerud Star Elite | Rosenborg IHK        |
| 2009-2010 | Rosenborg IHK           | Kongsvinger Knights  | Grüner Ishockey      |
| 2010-2011 | Tønsberg Vikings        | Comet Halden         | Hasle-Løren IL       |
| 2011-2012 | Tønsberg Vikings        | Comet Halden         | Hasle-Løren IL       |
| 2012-2013 | Comet Halden            | Ringerike IHK        | Bergen Ishockeyklubb |